# (13227) Poor
(13227) Poor est un astéroïde de la ceinture principale.

## Description
(13227) Poor est un astéroïde de la ceinture principale. Il fut découvert le 27 septembre 1997 à Kitt Peak par le projet Spacewatch. Il présente une orbite caractérisée par un demi-grand axe de 3,16 UA, une excentricité de 0,10 et une inclinaison de 5,2° par rapport à l'écliptique.

## Compléments